# Waka Waka (danza)
Waka Waka (también escrito Waca Waca) o Waka Thuqhuri (o Waka Thoquris) es una danza folclórica colonial y mestiza, vigente hasta la actualidad, y popular en Bolivia y Perú. Representa una interpretación satírica de una corrida de toros, combinada con alusiones ganaderas y agrícolas. 

## Orígenes e historia
Para los investigadores bolivianos, el origen del baile se remonta al pueblo de Umala, en el departamento boliviano de La Paz, un lugar de descanso para los españoles en su viaje hacia el Océano Pacífico mientras llevaban plata.
Para los investigadores peruanos, el origen del baile se remonta al pueblo de Acora, en el departamento peruano de Puno.
En lo que corresponde a la Waca Waca, parece tener su origen en la danza de los Ttinti wacas, que en todo el altiplano era representados por los bueyes o wacas quienes eran utilizados para el trabajo agrícola o Ttinti, de ahí el nombre de esta danza primigenia, posteriormente la actividad agrícola de los bueyes fue siendo sustituida por la de la corrida de toros, de ahí la explicación de la presencia de las lecheras en la danza de la WAKA - WAKA. Por ser mestiza, la Waca Waca tiene desde émulos de toreros, pasando por matarifes, hasta saltarines kusillos, algo así como bufones andinos, que portan en la mano una especie de báculo emplumado. Estos personales hacen de figuras. Otra particularidad son las innumerables polleras que las lecheras y carniceras visten, la mantilla de alpaca que cubre hasta la cabeza y el jubón aflecado y bordado . La danza se caracteriza en su primera parte por satirizar al torero español, que es vencido por el toro, luego las mujeres altiplánicas o comúnmente llamadas lecheras, quienes ataviadas de más de 16 polleras y cogiendo un recipiente y una uncuña, distraen a los toros simulando torearlos, venciéndolos y dominando sus movimientos durante toda la danza. Los toros son bailarines que tienen sujetados a la cintura un pellejo disecado y hormado a la manera de un toro, al que toman de la base para desarrollar movimientos ágiles y saltados, simulando embestir a las lecheras y a otros personajes que participan en la danza. 
La danza es generalmente acompañada por una banda de músicos con instrumentos metálicos, aunque en otros lugares se hace con estudiantina o con zampoñas.
En general, sus orígenes culturales podrían hallarse en las corridas de toros celebradas en el área altiplanica que comparte Bolivia y Perú, y llevadas a América por los españoles durante el Virreinato. También está vinculada a la introducción del ganado vacuno en los Andes Centrales, con los productos derivados correspondientes: carne, leche, queso, etc. Etimológicamente, el término waca, tanto en quechua como aimara, significa vaca. Como muchas otras danzas andinas, la danza Waka Waka también puede representar una escenificación de la siembra y la cosecha.
La presencia de corridas de toros en la Real Audiencia de Charcas (Actual Bolivia) queda registrada en las crónicas y relatos de la Ciudad de Nuestra Señora de La Paz, que explican que las corridas de toros se realizaban entre la actual plaza Mendoza y el puente Idelfonso de las Muñecas, al ser un centro de conexión, para las personas que transportaban la plata, se realizaban corridas improvisadas, y que tras la prohibición de la participación de la población Indígena, la población aymara de Umala, retrata estas corridas a modo de burla y en relación con la pachamama.
El 2004 la Oficialía Mayor de Culturas de La Paz la eligió como emblemática de la festividad paceña del Gran Poder.
En 2007 la danza del Waka Waka fue declarada, mediante resolución 1752 del Consejo Departamental, como Patrimonio Histórico Cultural e Intangible del Departamento de La Paz, y , en 2012, Patrimonio Cultural Inmaterial de Bolivia.

## Variantes y ejecución

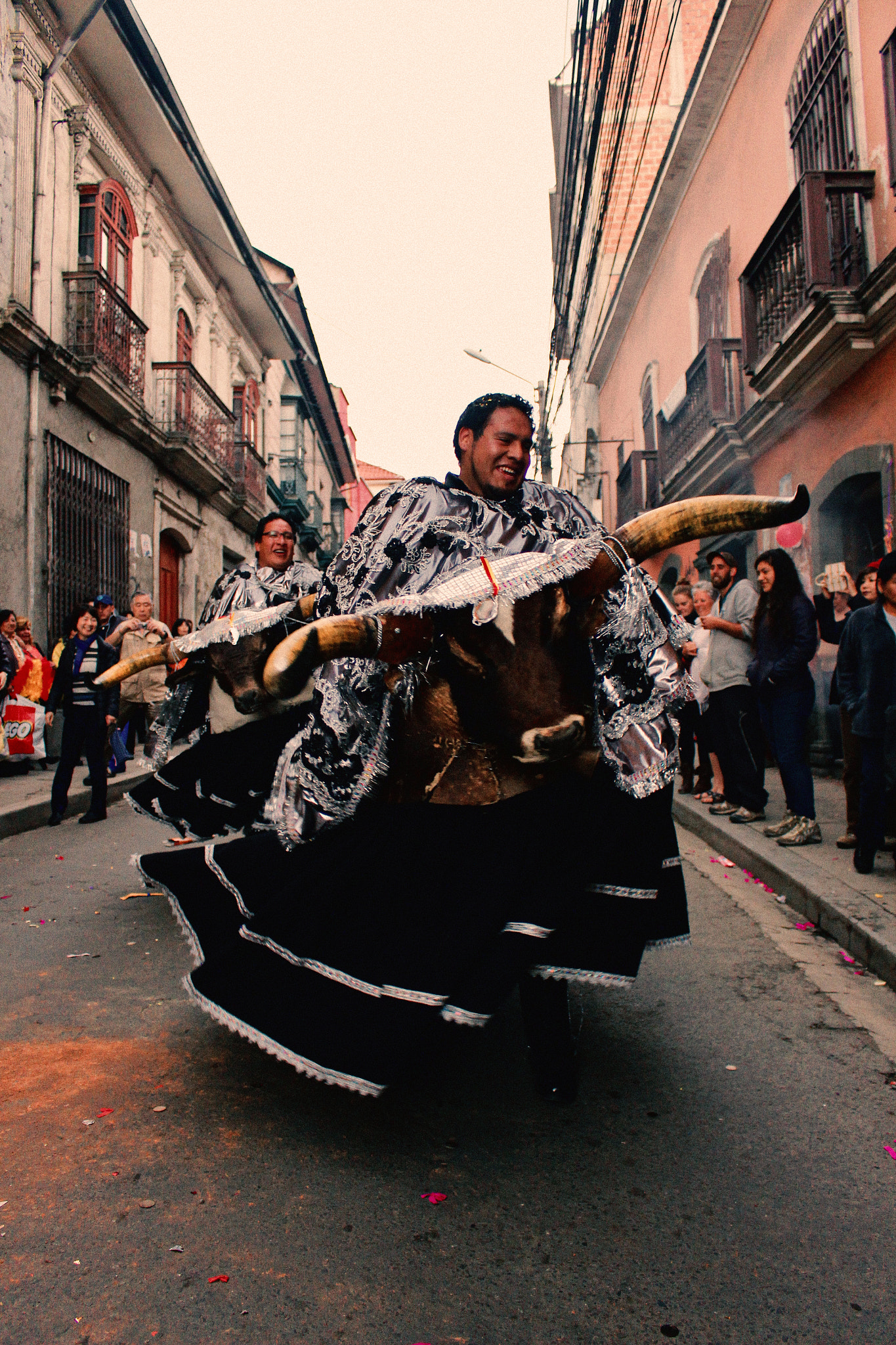
Waka Waka o Waka Tokori en la ciudad de La Paz (Bolivia)

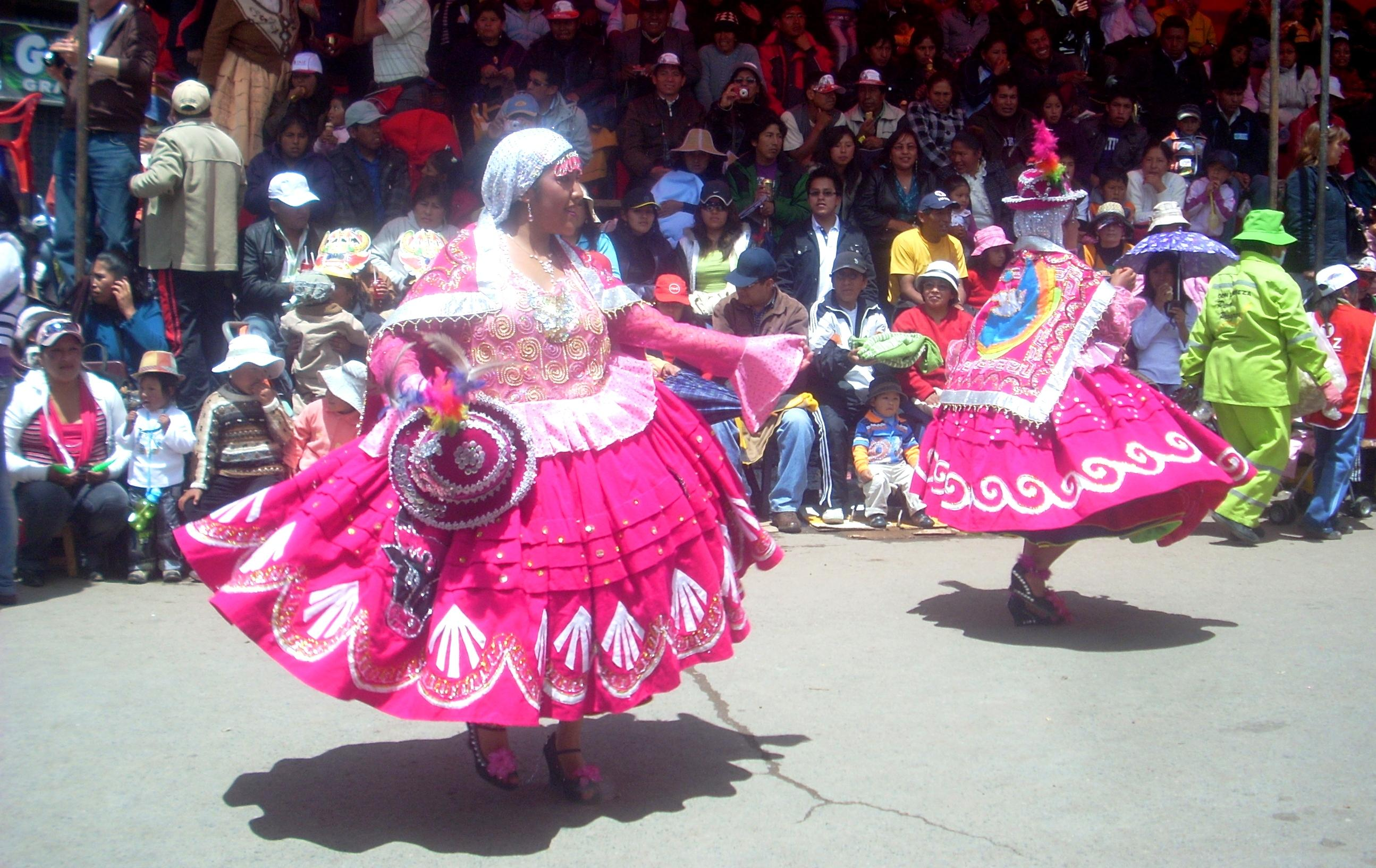
Waca Waca durante la Fiesta de la Candelaria (Perú)

Existen otras variantes como el Waka Tinti originaria de la comunidad de Cairiri, del municipio de Umala (Bolivia); el Tinti Caballo y el Waka Tinki originarios de la región de Paxsiamaya.[cita requerida]
Lo que diferencia la versión urbana de sus variantes rurales, no solo es la música y la vestimenta, si no también el contenido coreográfico de la danza.
En Bolivia el Waka Waka se danza durante el Carnaval de Oruro, declarado Obra Maestra del Patrimonio Oral e Intangible de la Humanidad por la UNESCO el 18 de mayo del 2001, y la Festividad del Gran Poder también reconocida por la Unesco el 12 de diciembre del 2019.
En Perú, esta danza es representada en febrero durante la Fiesta de la Virgen de la Candelaria en Puno, declarada Patrimonio Cultural Inmaterial de la Humanidad por la Unesco el 27 de noviembre de 2014 y también en la Fiesta de la Virgen del Carmen de Paucartambo.

### Personajes
Los personajes:
- El Torero
- Los toros
- Las lecheras o polleronas (con más de 16 polleras multicolores cada una).
- Los kusillos o monos.
- Los camaleros negros que utilizan una espada en la mano.
- Las llamas

Como personajes están las lecheras o guías y las k'aisillas que son las niñas pastoras. Los kusillos son jóvenes danzantes que van de un lado a otro saltando y haciendo alegrar a la gente.También están los jilakatas o danzantes más antiguos, y el torero o kausalla.
Las mujeres que participan de esta danza cargan decenas de polleras sobre las caderas. Pese a ello, mueven la cintura de un lado a otro al ritmo de la música y del sonido de las campanas que cuelgan en el cuello de los toros que cargan los varones.